# Oroszország éghajlata
Oroszország éghajlata az ország óriási kiterjedése miatt igen változatos, a hideg éghajlati övtől a szubtrópusokig számos éghajlati terület megtalálható. Az ország éghajlatát alapvetően a földrajzi fekvése határozza meg. A terület észak felől nyílt, így a Jeges-tenger felől akadálytalanul tudnak behatolni a hideg arktikus légtömegek, ugyanakkor délről a magas hegységek több helyen megakadályozzák a melegebb légáramlatok érvényesülését. A hatalmas észak-déli irányú kiterjedés elősegíti, hogy az éghajlat és a növényzet összefüggő övezeteket alakítson ki, amelyek földrajzi egységet alkotnak.

## Éghajlati területek

Oroszország a Köppen-féle éghajlati osztályozáson (angol nyelvű)

Az országban a következő éghajlati területeket találjuk meg :
Hideg éghajlati öv
- Sarkvidéki (állandóan fagyos) éghajlati terület
- Sarkköri (tundra) éghajlati terület

Mérsékelt éghajlati öv
- Szubarktikus (tajga) éghajlati terület
- Kontinentális éghajlati terület
- Száraz (sztyepp és sivatagi) éghajlati terület

Szubtrópusok
- Mediterrán éghajlati terület

Hegyvidéki éghajlat

## Összehasonlító táblázatok

### Hőmérséklet és csapadék
| város          | Abszolút maximum °C | Éves középhőmérséklet °C | Abszolút minimum °C | Évi átl. csapadék mm | Maximális csapadék mm | átl. szél m/s |
| -------------- | ------------------- | ------------------------ | ------------------- | -------------------- | --------------------- | ------------- |
| Moszkva        | 38.2                | 5.8                      | -42.1               | 707                  | 882                   | 1.4           |
| Szentpétervár  | 37.1                | 5.8                      | -35.9               | 662                  | 842                   | 2.2           |
| Murmanszk      | 32.9                | 0.6                      | -39.4               | 494                  | 639                   | 4.6           |
| Asztrahán      | 41.0                | 10.5                     | -33.0               | 233                  | 419                   | 2.8           |
| Mahacskala     | 40.2                | 12.4                     | -26.8               | 340                  | 450                   | 3.7           |
| Szocsi         | 39.4                | 14.2                     | -13.4               | 1684                 | 2835                  | 2.2           |
| Omszk          | 40.4                | 2.1                      | -45.5               | 415                  | 589                   | 3.0           |
| Jekatyerinburg | 38.8                | 3.5                      | -46.7               | 537                  | 719                   | 2.9           |
| Norilszk       | 31.7                | -9.3                     | -51.2               | 564                  | 1086                  | 6.0           |
| Irkutszk       | 37.2                | 1.0                      | -49.7               | 472                  | 797                   | 2.1           |
| Vlagyivosztok  | 34.1                | 4.9                      | -31.4               | 818                  | 1272                  | 6.0           |
| Jakutszk       | 38.4                | -8.8                     | -64.4               | 237                  | 330                   | 1.7           |

forrás: pogoda.ru.net: Погода и Климат

### Napsütés
| város                                   | Jan | Feb | Már | Ápr | Máj | Jún | Júl | Aug | Sze | Okt | Nov | Dec | évi  | város               |
| --------------------------------------- | --- | --- | --- | --- | --- | --- | --- | --- | --- | --- | --- | --- | ---- | ------------------- |
| Asztrahán (Kaszpi-mélyföld)             | 87  | 107 | 164 | 225 | 295 | 315 | 332 | 310 | 252 | 180 | 84  | 59  | 2410 | Asztrahán           |
| Borzja (mongol-kínai határvidék)        | 152 | 203 | 264 | 267 | 304 | 303 | 276 | 270 | 231 | 226 | 162 | 140 | 2797 | Borzja              |
| Nahodka (Távol-Kelet)                   | 203 | 212 | 210 | 202 | 205 | 177 | 167 | 187 | 208 | 213 | 191 | 192 | 2368 | Nahodka             |
| Moszkva                                 | 31  | 71  | 127 | 171 | 264 | 276 | 273 | 236 | 144 | 78  | 33  | 19  | 1723 | Moszkva             |
| Murmanszk (Kola-fsz. északi part)       | 0   | 34  | 121 | 183 | 192 | 228 | 236 | 155 | 90  | 47  | 6   | 0   | 1292 | Murmanszk           |
| Petropavlovszk-Kamcsatszkij (Kamcsatka) | 105 | 116 | 177 | 192 | 192 | 192 | 171 | 177 | 177 | 158 | 123 | 93  | 1872 | Petropavlovszk-Kam. |
| Szentpétervár                           | 22  | 54  | 124 | 180 | 260 | 276 | 267 | 214 | 129 | 71  | 24  | 12  | 1633 | Szentpétervár       |
| Szevasztopol (Krím-fsz.)                | 62  | 75  | 145 | 202 | 267 | 316 | 356 | 326 | 254 | 177 | 98  | 64  | 2342 | Szevasztopol        |
| Szimusir (Kuril-szk., Távol-Kelet)      | 31  | 45  | 87  | 117 | 124 | 111 | 102 | 102 | 132 | 130 | 60  | 34  | 1075 | Szimusir            |
| Szocsi (Fekete-tenger K-i partja)       | 96  | 107 | 146 | 162 | 220 | 258 | 279 | 282 | 225 | 195 | 120 | 87  | 2177 | Szocsi              |
| Habarovszk (Távol-Kelet)                | 146 | 184 | 233 | 213 | 242 | 261 | 248 | 217 | 213 | 189 | 159 | 146 | 2449 | Habarovszk          |
| Jakutszk (Kelet-Közép-Szibéria)         | 19  | 99  | 233 | 273 | 304 | 333 | 347 | 273 | 174 | 105 | 60  | 9   | 2229 | Jakutszk            |

összehasonlításképp:
| ország       | város    | Jan | Feb | Már | Ápr | Máj | Jún | Júl | Aug | Sze | Okt | Nov | Dec | évi  | forrás |
| ------------ | -------- | --- | --- | --- | --- | --- | --- | --- | --- | --- | --- | --- | --- | ---- | ------ |
| Magyarország | Budapest | 62  | 93  | 137 | 177 | 234 | 250 | 271 | 255 | 187 | 141 | 69  | 52  | 1988 | [ 3 ]  |

## Területenként

### Örök fagy
A Jeges-tenger legészakibb szigetein van állandóan fagyos éghajlat. Az év minden hónapjának középhőmérséklete 0 °C alatt marad.  A kevés csapadék szitáló hó alakjában hull le, nem olvad el, és mint összefüggő belföldi jég gyűlik össze, majd gleccserekként távozik a szigetekről. A vastag jégtakaró miatt talaj nem alakul ki. Legfeljebb szálban álló kőzet bukkan helyenként a felszínre. Magasabb rendű növényzet nincs, de az alacsonyabb rendű algák még ilyen mostoha körülmények között is előfordulnak. 

### Tundra
A tundra éghajlati terület a kontinentális Oroszország legészakibb területein hol szélesebb, hol keskenyebb sávban övezi a Jeges-tenger partját. A Tajmir-félszigetnél a legszélesebb. Ezt a klímaterületet a hosszú, hideg tél és a rövid, hűvös nyár jellemzi. Leghidegebb a Léna folyó torkolatvidéke. Innen keletre és nyugatra az óceán hatására fokozatosan enyhül a tél hidege. Legenyhébb a Murman-part vidéke, ezért jégmentes Murmanszk kikötője.  
A legtöbb csapadékot – a ciklonhatás miatt – a nyugati területeken mérik. Viszont a Léna folyó torkolatvidékén az évi csapadék a 200 mm-t sem éri el. A rövid nyáron a vékony hótakaró elolvad, de a fagyott talajba nem tud beszivárogni. Az alacsony hőmérséklet, az állandóan fújó erős szél és a fagyott altalaj miatt a terület jó részét tundra növénytársulás borítja. Az éghajlati terület déli részén kialakult az erdős tundra, amely átmenet a tajga felé. 
| Hónap                                   | Jan.  | Feb.  | Már.  | Ápr.  | Máj.  | Jún. | Júl. | Aug. | Szep. | Okt.  | Nov.  | Dec.  | Év    |
| --------------------------------------- | ----- | ----- | ----- | ----- | ----- | ---- | ---- | ---- | ----- | ----- | ----- | ----- | ----- |
| Rekord max. hőmérséklet (°C)            | 2,6   | 1,7   | 2,0   | 7,8   | 17,6  | 22,2 | 28,3 | 23,8 | 16,5  | 9,7   | 4,5   | 2,5   | 28,3  |
| Átlagos max. hőmérséklet (°C)           | −10,9 | −11,5 | −9,1  | −6,7  | −1,4  | 4,9  | 10,3 | 9,0  | 5,5   | −0,1  | −4,8  | −8,1  | −1,8  |
| Átlagos min. hőmérséklet (°C)           | −17,3 | −17,9 | −15,2 | −13,0 | −5,8  | 0,7  | 5,1  | 4,9  | 2,1   | −4,0  | −9,9  | −14,1 | −7,0  |
| Rekord min. hőmérséklet (°C)            | −36,0 | −37,4 | −40,0 | −29,9 | −25,9 | −9,6 | −2,8 | −1,7 | −9,9  | −21,1 | −29,1 | −36,2 | −40,0 |
| Átl. csapadékmennyiség (mm)             | 30    | 26    | 24    | 20    | 15    | 23   | 36   | 31   | 39    | 35    | 24    | 33    | 336   |
| Havi napsütéses órák száma              | 0     | 25    | 107   | 215   | 189   | 173  | 229  | 143  | 73    | 40    | 3     | 0     | 1197  |
| Forrás: Pogoda.ru.net ; NOAA (napsütés) |       |       |       |       |       |      |      |      |       |       |       |       |       |

### Tajga
A nyugati határtól a Csendes-óceánig összefüggően húzódik Oroszország legnagyobb éghajlati területe, a szubarktikus éghajlat vagy másképp a tajga. Hosszú, nagyon hideg tél és rövid, közepesen meleg nyár jellemzi. 
A leghosszabb évszak az 5-8 hónapig tartó, rendkívül hideg tél. Az országos szubarktikus átlaghoz kevésbé hideg az Atlanti-óceánhoz közelebb eső területeken. Az ősz és a tavasz rövid, mindössze néhány hét. 
A csapadék évi mennyisége az óceáni partoktól a kontinens belseje felé csökken. A Kamcsatka-félszigeten és az óceánra néző partokon orografikus hatásra 1000 mm fölé emelkedik. A csapadékmaximum a nyári hónapokra, a minimum a téli hónapokra jut. Nagy része hó alakjában hull le. 
Európa
| Hónap                         | Jan.  | Feb.  | Már.  | Ápr.  | Máj.  | Jún. | Júl. | Aug. | Szep. | Okt.  | Nov.  | Dec.  | Év    |
| ----------------------------- | ----- | ----- | ----- | ----- | ----- | ---- | ---- | ---- | ----- | ----- | ----- | ----- | ----- |
| Rekord max. hőmérséklet (°C)  | 5,0   | 5,2   | 12,1  | 25,3  | 30,2  | 33,0 | 34,4 | 33,4 | 27,7  | 18,3  | 9,7   | 5,8   | 34,4  |
| Átlagos max. hőmérséklet (°C) | −9,2  | −7,7  | −1,2  | 5,4   | 12,5  | 18,7 | 21,8 | 18,0 | 12,2  | 4,8   | −2,5  | −6,4  | 5,6   |
| Átlagos min. hőmérséklet (°C) | −16,5 | −15,2 | −9,4  | −3,9  | 2,2   | 7,7  | 11,3 | 8,9  | 5,1   | 0,1   | −7,7  | −13,4 | −2,5  |
| Rekord min. hőmérséklet (°C)  | −45,2 | −41,2 | −37,1 | −27,3 | −13,7 | −3,9 | −0,5 | −4,1 | −7,5  | −21,1 | −36,5 | −43,2 | −45,2 |
| Átl. csapadékmennyiség (mm)   | 38    | 29    | 30    | 30    | 49    | 61   | 73   | 70   | 61    | 66    | 53    | 46    | 606   |
| Forrás: Pogoda.ru.net         |       |       |       |       |       |      |      |      |       |       |       |       |       |

Szibéria
| Hónap                         | Jan.  | Feb.  | Már.  | Ápr.  | Máj.  | Jún. | Júl. | Aug. | Szep. | Okt.  | Nov.  | Dec.  | Év    |
| ----------------------------- | ----- | ----- | ----- | ----- | ----- | ---- | ---- | ---- | ----- | ----- | ----- | ----- | ----- |
| Rekord max. hőmérséklet (°C)  | −5,8  | −2,2  | 8,3   | 21,1  | 31,1  | 35,1 | 38,3 | 35,4 | 27,0  | 20,5  | 3,1   | −3,9  | 38,3  |
| Átlagos max. hőmérséklet (°C) | −39,5 | −31,4 | −14,1 | 0,0   | 12,1  | 21,7 | 25,1 | 21,5 | 11,9  | −3,5  | −24,4 | −36,8 | −4,6  |
| Átlagos min. hőmérséklet (°C) | −45,9 | −41,2 | −29,8 | −14,3 | −0,3  | 8,3  | 11,7 | 8,5  | 0,7   | −12,3 | −32,8 | −43,2 | −15,7 |
| Rekord min. hőmérséklet (°C)  | −63,0 | −64,4 | −54,9 | −41,0 | −18,1 | −7,2 | −1,5 | −7,8 | −14,2 | −40,9 | −54,5 | −59,8 | −64,4 |
| Átl. csapadékmennyiség (mm)   | 9     | 7     | 6     | 10    | 18    | 37   | 39   | 37   | 29    | 20    | 16    | 12    | 240   |
| Forrás: Pogoda.ru.net         |       |       |       |       |       |      |      |      |       |       |       |       |       |

| Hónap                         | Jan.  | Feb.  | Már.  | Ápr.  | Máj.  | Jún. | Júl. | Aug. | Szep. | Okt.  | Nov.  | Dec.  | Év    |
| ----------------------------- | ----- | ----- | ----- | ----- | ----- | ---- | ---- | ---- | ----- | ----- | ----- | ----- | ----- |
| Rekord max. hőmérséklet (°C)  | 2,3   | 10,2  | 20,0  | 29,2  | 34,5  | 35,0 | 37,2 | 34,1 | 29,0  | 24,5  | 14,1  | 4,6   | 37,2  |
| Átlagos max. hőmérséklet (°C) | −12,8 | −7,8  | 0,3   | 9,4   | 18,1  | 22,7 | 24,8 | 22,2 | 15,7  | 7,7   | −2,7  | −10,6 | 7,3   |
| Átlagos min. hőmérséklet (°C) | −21,8 | −19,6 | −12,2 | −2,8  | 3,6   | 9,3  | 13,0 | 10,9 | 4,3   | −2,5  | −11,6 | −19,1 | −4,0  |
| Rekord min. hőmérséklet (°C)  | −49,7 | −44,7 | −37,3 | −31,8 | −14,3 | −6,0 | 0,4  | −2,7 | −11,9 | −30,5 | −40,4 | −46,3 | −49,7 |
| Átl. csapadékmennyiség (mm)   | 13    | 8     | 12    | 18    | 37    | 78   | 114  | 91   | 52    | 21    | 20    | 16    | 480   |
| Forrás: Pogoda.ru.net         |       |       |       |       |       |      |      |      |       |       |       |       |       |

| Hónap                         | Jan.  | Feb.  | Már.  | Ápr.  | Máj.  | Jún. | Júl. | Aug. | Szep. | Okt.  | Nov.  | Dec.  | Év    |
| ----------------------------- | ----- | ----- | ----- | ----- | ----- | ---- | ---- | ---- | ----- | ----- | ----- | ----- | ----- |
| Rekord max. hőmérséklet (°C)  | 6,0   | 8,5   | 17,5  | 31,4  | 33,4  | 34,8 | 36,2 | 35,1 | 31,3  | 24,5  | 13,6  | 8,6   | 36,2  |
| Átlagos max. hőmérséklet (°C) | −11,9 | −10,3 | −2,1  | 6,9   | 15,3  | 22,1 | 24,3 | 21,0 | 14,4  | 6,1   | −4,5  | −10,7 | 6,0   |
| Átlagos min. hőmérséklet (°C) | −20,3 | −19,2 | −11,8 | −3,2  | 3,7   | 10,1 | 13,1 | 10,6 | 4,7   | −2,0  | −12,0 | −19,1 | −3,7  |
| Rekord min. hőmérséklet (°C)  | −52,8 | −40,8 | −38,7 | −25,7 | −10,6 | −3,6 | 3,3  | −1,2 | −9,6  | −25,1 | −42,3 | −47,0 | −52,8 |
| Átl. csapadékmennyiség (mm)   | 15    | 13    | 15    | 26    | 47    | 58   | 80   | 68   | 41    | 41    | 37    | 26    | 467   |
| Forrás: Pogoda.ru.net         |       |       |       |       |       |      |      |      |       |       |       |       |       |

### Kontinentális
A kontinentális éghajlat i területnek mindhárom változata kialakult Oroszország területén. Legnagyobb területet a hűvös nyarú változat foglalja el, amely Moszkvában is domináns. A meleg nyarú változat délebbre jellemző, míg a Távol-Keleten, az Amur-melléken a monszun változattal találkozunk. A kontinentális éghajlat hasonlít a szubarktikushoz (tajga), de annál jóval melegebb. A tél a legenyhébb a Balti-tenger partján, a legzordabb Közép-Szibériában és a Távol-Keleten. A 3-4 hónapig tartó nyár meleg. 
Az évi csapadékmennyiség a tengerpartoktól a kontinens belseje felé csökken. A Baltikumban 600 mm körüli, az ázsiai területeken már csak 350-400 mm. A Szihote-Aliny keleti lejtőjén 1000 mm fölé emelkedik. A csapadékmaximum a nyár elején, a csapadékminimum a téli hónapokban van. 
Európa
| Hónap                         | Jan.  | Feb.  | Már.  | Ápr.  | Máj. | Jún. | Júl. | Aug. | Szep. | Okt.  | Nov.  | Dec.  | Év    |
| ----------------------------- | ----- | ----- | ----- | ----- | ---- | ---- | ---- | ---- | ----- | ----- | ----- | ----- | ----- |
| Rekord max. hőmérséklet (°C)  | 8,6   | 8,3   | 17,5  | 28,0  | 33,2 | 34,7 | 38,2 | 36,7 | 32,3  | 24,0  | 12,6  | 9,6   | 38,2  |
| Átlagos max. hőmérséklet (°C) | −4,6  | −3,1  | 2,3   | 11,1  | 18,1 | 22,2 | 23,4 | 21,4 | 15,2  | 8,2   | 0,6   | −3,0  | 9,4   |
| Átlaghőmérséklet (°C)         | −7,5  | −6,7  | −1,4  | 6,3   | 12,8 | 17,1 | 18,4 | 16,4 | 10,8  | 5,0   | −1,6  | −5,4  | 5,4   |
| Átlagos min. hőmérséklet (°C) | −10,5 | −9,9  | −5,0  | 2,2   | 7,3  | 11,9 | 13,6 | 12,0 | 6,9   | 2,2   | −3,9  | −7,9  | 1,6   |
| Rekord min. hőmérséklet (°C)  | −42,2 | −38,2 | −32,4 | −21,0 | −7,5 | −2,3 | 1,3  | −1,2 | −8,5  | −16,1 | −32,8 | −38,8 | −42,2 |
| Átl. csapadékmennyiség (mm)   | 46    | 36    | 33    | 38    | 52   | 84   | 90   | 80   | 67    | 66    | 60    | 53    | 705   |
| Havi napsütéses órák száma    | 33    | 72    | 128   | 170   | 265  | 279  | 271  | 238  | 147   | 78    | 32    | 18    | 1731  |
| Forrás:                       |       |       |       |       |      |      |      |      |       |       |       |       |       |

| Hónap                         | Jan.  | Feb.  | Már.  | Ápr.  | Máj. | Jún. | Júl. | Aug. | Szep. | Okt.  | Nov.  | Dec.  | Év    |
| ----------------------------- | ----- | ----- | ----- | ----- | ---- | ---- | ---- | ---- | ----- | ----- | ----- | ----- | ----- |
| Rekord max. hőmérséklet (°C)  | 5,5   | 7,0   | 17,3  | 26,3  | 32,5 | 36,3 | 36,4 | 36,0 | 31,0  | 24,2  | 13,2  | 8,5   | 36,4  |
| Átlagos max. hőmérséklet (°C) | −8,1  | −7,2  | −1,1  | 8,9   | 17,3 | 22,0 | 23,6 | 21,8 | 15,3  | 6,8   | −0,7  | −5,9  | 7,8   |
| Átlagos min. hőmérséklet (°C) | −14,5 | −13,8 | −8,2  | 0,7   | 7,5  | 12,0 | 14,3 | 12,5 | 7,3   | 1,1   | −5,4  | −11,6 | 0,2   |
| Rekord min. hőmérséklet (°C)  | −41,2 | −37,2 | −28,3 | −19,7 | −6,9 | −1,8 | 5,1  | 0,9  | −5,4  | −16,0 | −29,4 | −41,4 | −41,4 |
| Átl. csapadékmennyiség (mm)   | 40    | 33    | 28    | 36    | 52   | 64   | 76   | 67   | 57    | 59    | 56    | 50    | 618   |
| Forrás: Pogoda.ru.net         |       |       |       |       |      |      |      |      |       |       |       |       |       |

| Hónap                         | Jan.  | Feb.  | Már.  | Ápr.  | Máj. | Jún. | Júl. | Aug. | Szep. | Okt.  | Nov.  | Dec.  | Év    |
| ----------------------------- | ----- | ----- | ----- | ----- | ---- | ---- | ---- | ---- | ----- | ----- | ----- | ----- | ----- |
| Rekord max. hőmérséklet (°C)  | 4,2   | 6,8   | 15,8  | 31,1  | 34,4 | 39,6 | 39,0 | 37,7 | 34,2  | 26,0  | 14,0  | 7,3   | 39,6  |
| Átlagos max. hőmérséklet (°C) | −9,3  | −8,1  | −1,7  | 11,0  | 20,3 | 24,6 | 26,0 | 24,5 | 18,2  | 8,4   | −0,7  | −6,3  | 9,0   |
| Átlagos min. hőmérséklet (°C) | −15,9 | −15,4 | −8,8  | 1,9   | 9,2  | 13,8 | 15,7 | 14,0 | 8,6   | 1,4   | −5,7  | −12,1 | 0,6   |
| Rekord min. hőmérséklet (°C)  | −43,0 | −36,9 | −31,4 | −20,9 | −4,9 | −0,4 | 2,0  | 2,3  | −3,4  | −27,3 | −28,1 | −41,3 | −43,0 |
| Átl. csapadékmennyiség (mm)   | 46    | 35    | 33    | 39    | 32   | 58   | 64   | 52   | 45    | 52    | 54    | 51    | 561   |
| Forrás: Pogoda.ru.net         |       |       |       |       |      |      |      |      |       |       |       |       |       |

Ázsia
| Hónap                         | Jan.  | Feb.  | Már.  | Ápr.  | Máj. | Jún. | Júl. | Aug. | Szep. | Okt.  | Nov.  | Dec.  | Év    |
| ----------------------------- | ----- | ----- | ----- | ----- | ---- | ---- | ---- | ---- | ----- | ----- | ----- | ----- | ----- |
| Rekord max. hőmérséklet (°C)  | 0,2   | 6,3   | 17,0  | 24,8  | 31,6 | 32,8 | 38,3 | 35,6 | 28,9  | 25,8  | 15,5  | 6,6   | 38,3  |
| Átlagos max. hőmérséklet (°C) | −16,9 | −12,0 | −2,3  | 9,2   | 17,7 | 23,2 | 26,1 | 24,4 | 18,4  | 9,6   | −3,5  | −14,0 | 6,8   |
| Átlagos min. hőmérséklet (°C) | −24,4 | −20,9 | −11,8 | −0,6  | 6,5  | 12,8 | 16,8 | 15,8 | 9,3   | 0,7   | −11,1 | −21,0 | −2,2  |
| Rekord min. hőmérséklet (°C)  | −38,9 | −35,1 | −28,9 | −15,1 | −3,1 | 2,4  | 7,9  | 4,8  | −3,3  | −15,6 | −27,4 | −36,7 | −38,9 |
| Átl. csapadékmennyiség (mm)   | 15    | 11    | 17    | 43    | 58   | 82   | 144  | 154  | 89    | 51    | 23    | 18    | 705   |
| Forrás: Pogoda.ru.net         |       |       |       |       |      |      |      |      |       |       |       |       |       |

| Hónap                         | Jan.  | Feb.  | Már.  | Ápr. | Máj. | Jún. | Júl. | Aug. | Szep. | Okt. | Nov.  | Dec.  | Év    |
| ----------------------------- | ----- | ----- | ----- | ---- | ---- | ---- | ---- | ---- | ----- | ---- | ----- | ----- | ----- |
| Rekord max. hőmérséklet (°C)  | 5,0   | 9,9   | 15,2  | 22,7 | 29,5 | 31,8 | 33,6 | 33,0 | 30,0  | 23,4 | 17,5  | 9,4   | 33,6  |
| Átlagos max. hőmérséklet (°C) | −9,3  | −5,9  | 1,2   | 8,8  | 14,2 | 17,0 | 21,1 | 23,3 | 19,6  | 12,9 | 2,9   | −5,9  | 8,4   |
| Átlagos min. hőmérséklet (°C) | −17,1 | −14,0 | −6,1  | 1,2  | 6,2  | 10,6 | 15,6 | 17,8 | 13,0  | 5,7  | −4,1  | −13,0 | 1,4   |
| Rekord min. hőmérséklet (°C)  | −31,4 | −28,9 | −22,0 | −8,1 | −0,8 | 3,7  | 8,8  | 10,1 | 2,2   | −9,7 | −23,0 | −28,1 | −31,4 |
| Átl. csapadékmennyiség (mm)   | 15    | 19    | 25    | 54   | 61   | 100  | 124  | 153  | 126   | 66   | 38    | 18    | 799   |
| Forrás: Pogoda.ru.net         |       |       |       |      |      |      |      |      |       |      |       |       |       |

### Száraz
A száraz éghajlat az Azovi-tenger keleti részén kezdődik, majd kelet felé húzódva magába foglalja a Kaszpi-mélyföldet is és tovább nyúlik Belső-Ázsia felé. A száraz éghajlati területnek mindkét változata kialakult: a mérséklet övi sztyepp és a sivatagi éghajlat is.
A csapadék évi mennyisége a hosszú és forró nyárhoz viszonyítva nagyon kevés, mindenhol 450 mm alatti. Zöme késő tavasszal és nyáron hull le. A sivatagi változat a Kaszpi-tengertől északra és keletre alakult ki, nagy része a SZU más utódállamaiban terül el.
| Hónap                                  | Jan.  | Feb.  | Már.  | Ápr. | Máj. | Jún. | Júl. | Aug. | Szep. | Okt.  | Nov.  | Dec.  | Év    |
| -------------------------------------- | ----- | ----- | ----- | ---- | ---- | ---- | ---- | ---- | ----- | ----- | ----- | ----- | ----- |
| Átlagos max. hőmérséklet (°C)          | −0,1  | 0,8   | 7,8   | 17,4 | 23,8 | 29,3 | 32,0 | 30,7 | 24,4  | 16,3  | 7,4   | 1,2   | 16,0  |
| Átlagos min. hőmérséklet (°C)          | −6,5  | −7,1  | −1,9  | 5,9  | 12,1 | 17,4 | 19,6 | 18,1 | 12,3  | 6,0   | 0,4   | −4,6  | 6,0   |
| Rekord min. hőmérséklet (°C)           | −31,8 | −33,6 | −26,9 | −8,9 | −1,1 | 6,1  | 10,1 | 6,1  | −2,0  | −10,5 | −25,8 | −29,9 | −33,6 |
| Átl. csapadékmennyiség (mm)            | 16    | 12    | 16    | 23   | 28   | 25   | 24   | 21   | 17    | 18    | 18    | 16    | 234   |
| Havi napsütéses órák száma             | 87    | 106   | 163   | 226  | 293  | 316  | 332  | 309  | 252   | 181   | 84    | 58    | 2407  |
| Forrás: Pogoda.ru.net; NOAA (napsütés) |       |       |       |      |      |      |      |      |       |       |       |       |       |

### Mediterrán
A szubtrópusi mediterrán éghajlat az annektált Krím-félsziget legdélibb, keskeny parti sávján, illetve a Fekete-tenger Kaukázus alatti partvidékén alakult ki. Itt van az ország legmelegebb területe. A nyár a leghosszabb évszak, de a tenger közelsége miatt sehol sem forró. A tél rövid és enyhe. Gyakori az északi hidegbetörés, amely nagy károkat okoz a mediterrán növényzetben. A tavasz és az ősz – ellentétben a mérsékelt övi területekkel – hosszú.
Az évi csapadék a Kaukázus alatt meghaladja az 1000 mm-t, a Krím déli tengerpartján 600 mm körül alakul. A havazás itt ritka, ha egyáltalán esik, rövid idő alatt elolvad. 
| Hónap                         | Jan.  | Feb.  | Már. | Ápr. | Máj. | Jún. | Júl. | Aug. | Szep. | Okt. | Nov. | Dec. | Év    |
| ----------------------------- | ----- | ----- | ---- | ---- | ---- | ---- | ---- | ---- | ----- | ---- | ---- | ---- | ----- |
| Rekord max. hőmérséklet (°C)  | 21,2  | 23,5  | 30,0 | 33,7 | 34,4 | 35,0 | 39,0 | 38,5 | 36,0  | 32,3 | 29,1 | 23,1 | 39,0  |
| Átlagos max. hőmérséklet (°C) | 9,5   | 9,9   | 12,1 | 16,0 | 20,4 | 24,0 | 26,6 | 27,1 | 24,2  | 20,0 | 15,7 | 11,8 | 18,2  |
| Átlagos min. hőmérséklet (°C) | 3,2   | 3,2   | 5,0  | 8,5  | 12,7 | 16,4 | 19,2 | 19,4 | 16,1  | 12,3 | 8,5  | 5,4  | 10,9  |
| Rekord min. hőmérséklet (°C)  | −13,4 | −15,0 | −7,4 | −5,5 | 1,7  | 7,1  | 12,0 | 10,4 | 2,7   | −3,2 | −5,4 | −8,3 | −15,0 |
| Átl. csapadékmennyiség (mm)   | 183   | 120   | 115  | 122  | 89   | 99   | 93   | 111  | 133   | 135  | 182  | 202  | 1584  |
| Havi napsütéses órák száma    | 96    | 105   | 145  | 161  | 220  | 258  | 279  | 280  | 225   | 195  | 120  | 86   | 2170  |
| Forrás: Pogoda.ru.net         |       |       |      |      |      |      |      |      |       |      |      |      |       |

| Hónap                                                                                                | Jan.  | Feb.  | Már. | Ápr. | Máj. | Jún. | Júl. | Aug. | Szep. | Okt. | Nov. | Dec. | Év    |
| --- | ----- | ----- | ---- | ---- | ---- | ---- | ---- | ---- | ----- | ---- | ---- | ---- | ----- |
| Rekord max. hőmérséklet (°C)                                                                         | 17,8  | 19,0  | 27,8 | 28,5 | 33,0 | 34,2 | 39,1 | 39,1 | 35,0  | 31,5 | 25,3 | 22,8 | 39,1  |
| Átlagos max. hőmérséklet (°C)                                                                        | 7,1   | 7,1   | 9,5  | 14,4 | 19,8 | 24,7 | 28,3 | 28,4 | 23,4  | 17,8 | 12,4 | 8,6  | 16,9  |
| Átlagos min. hőmérséklet (°C)                                                                        | 2,3   | 1,6   | 3,5  | 7,7  | 12,6 | 17,2 | 20,5 | 20,5 | 15,9  | 11,2 | 6,7  | 3,7  | 10,3  |
| Rekord min. hőmérséklet (°C)                                                                         | −12,2 | −12,3 | −7,3 | −3,8 | 2,8  | 7,8  | 12,2 | 8,9  | 3,9   | −1,1 | −8,9 | −7,4 | −12,3 |
| Átl. csapadékmennyiség (mm)                                                                          | 76    | 60    | 51   | 33   | 34   | 36   | 31   | 46   | 42    | 53   | 68   | 83   | 613   |
| Havi napsütéses órák száma                                                                           | 73    | 79    | 135  | 180  | 237  | 286  | 316  | 290  | 235   | 166  | 99   | 67   | 2163  |
| Forrás: Pogoda.ru.net Климат Ялты (orosz nyelven). Погода и климат. (Hozzáférés: 2015. november 28.) |       |       |      |      |      |      |      |      |       |      |      |      |       |

### Hegyvidéki
Hegyvidéki éghajlat alakult ki a Kaukázusban, a Kamcsatka-félszigeten és Szibéria déli hegyvidékein, így az Altajban és a Szajánokban. Hőmérsékletük a környező területeknél alacsonyabb; a csapadék lehet több vagy kevesebb, de kis távolságon belül is nagy a változatosság.